# Astrup Fearnley-museet

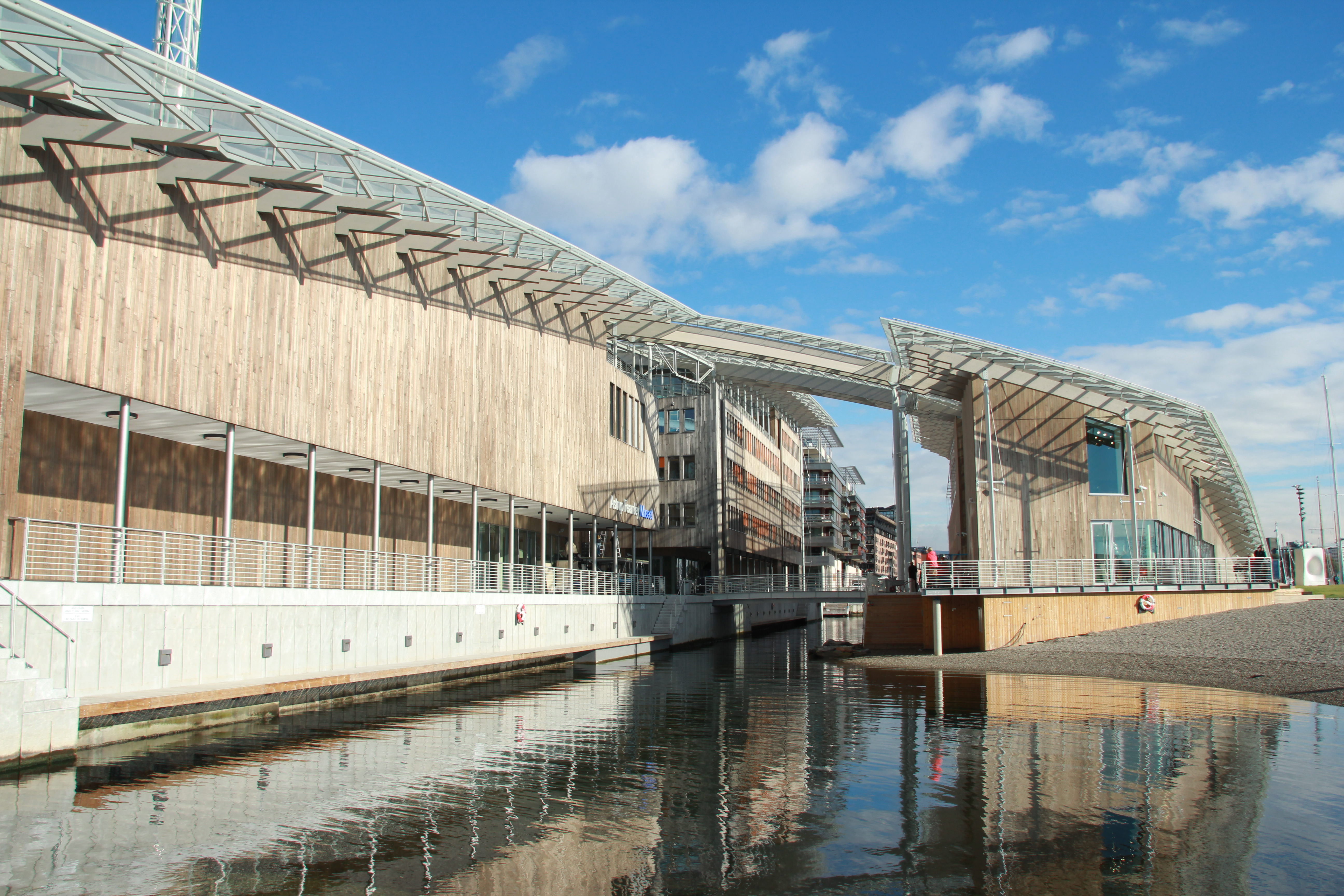
Det nya museet på Tjuvholmen.

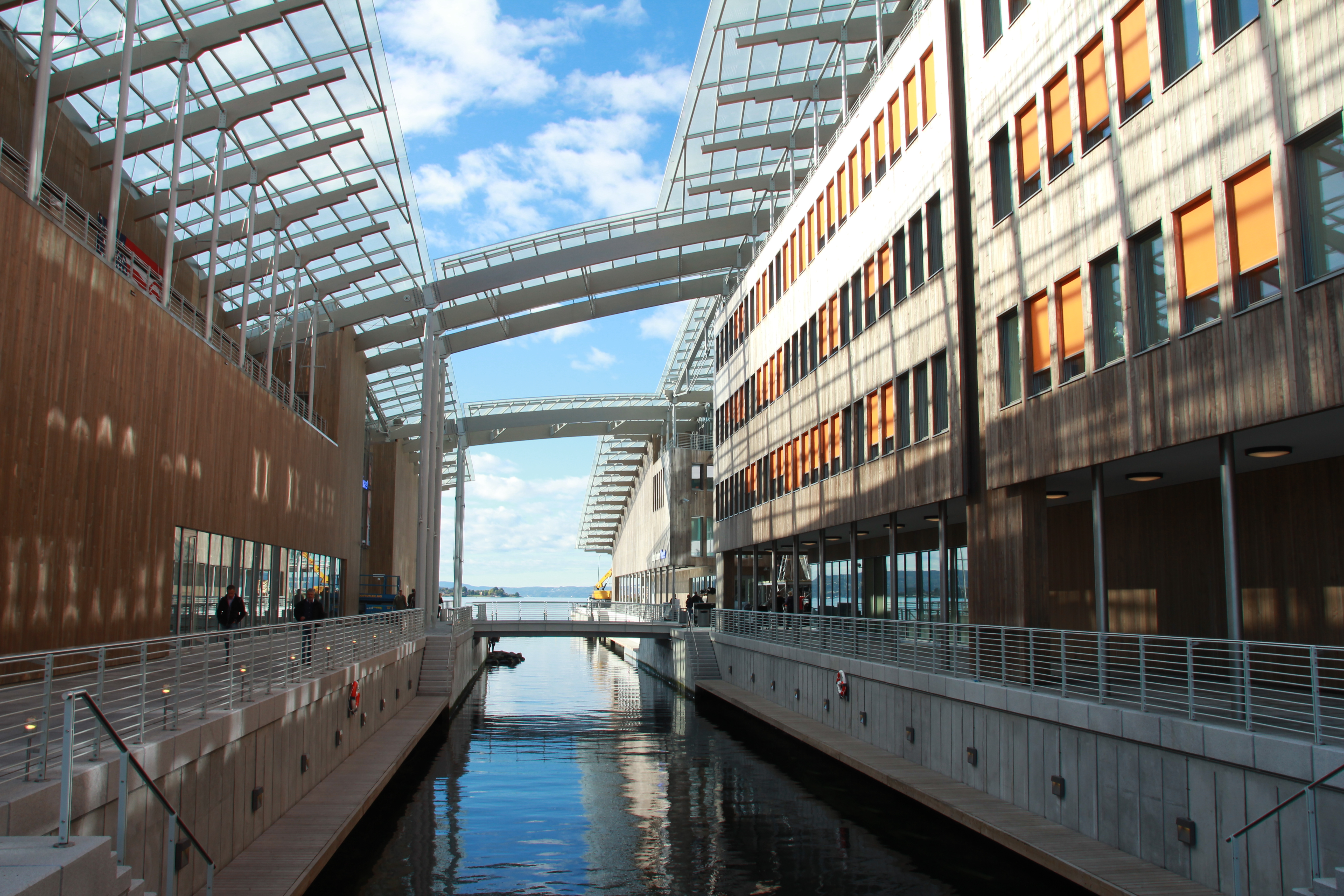
Astrup Fearnley-museet.

Astrup Fearnley Museet for Moderne Kunst är ett privatägt konstmuseum i Oslo. 
Museet öppnades 1993, och ägs av finansmannen Hans Rasmus Astrup. Astrup Fearnley-museet har en betydande samling norsk och internationell samtidskonst, med verk av bland annat Francis Bacon, Andy Warhol, Anselm Kiefer, Gerhard Richter, Bruce Nauman, Cindy Sherman och Damien Hirst. 
En ny museibyggnad invigdes 2012, ritad av Renzo Piano.